# Gegevensherstel
Gegevensherstel (Engels data recovery) is het terughalen van schijnbaar verloren gegevens op mediadragers (bijvoorbeeld een harde schijf of USB-stick). Vaak staan deze gegevens nog gewoon op de desbetreffende mediadrager, maar zijn zij om de een of andere reden niet meer direct opvraagbaar. Men zal dus een omweg moeten vinden om de gegevens weer tevoorschijn te halen. Ook in het kader van forensisch onderzoek worden geavanceerde technieken toegepast teneinde gewiste gegevens weer te herstellen.

## Dataverlies
Door het complexer worden van bestandsformaten kan een wijziging van een paar bits al gevolgen hebben voor de leesbaarheid van een bestand. Gegevensverlies treedt bijvoorbeeld op wanneer men onbedoeld verschillende documenten opslaat onder dezelfde bestandsnaam. Ook kunnen harde schijven kunnen falen door ouderdom (met name de lees- en schrijfkoppen) of door ze te laten vallen tijdens onderhoud.
Verder kunnen harde schijven oververhit raken door slechte ventilatie in het systeem. De harde schijf bereikt zijn maximumtemperatuur en er treden fouten op bij het lezen en schrijven naar de harde schijf. Nadat de harde schijf is afgekoeld zal deze meestal weer goed functioneren, hoewel het proces van te warm worden en weer afkoelen de levensduur van de harde schijf verkorten. Daarnaast kunnen waterschade, brand of andere vormen van oververhitting (bijvoorbeeld spanningspieken) funest zijn. Ten slotte bestaan er computervirussen die bestanden kunnen corrumperen dan wel wissen.

## Wat te doen bij dataverlies
Een eenvoudige methode om schade te voorkomen is de eenvoudige back-up: maak eens in de zoveel tijd een back-up en bewaar deze op een aparte plaats. Dit kan niet voorkomen dat net op het moment dat een back-up werd gemaakt alles vastloopt, of dat op de een of andere manier (bijvoorbeeld bij een grote brand) in een keer zowel het origineel als de back-up verloren raken. 
Mocht iets dergelijks gebeuren, denk dan aan de volgende tips.
- Schakel alle spanning uit. Als er een probleem is met een harde schijf, vererger dit dan niet door uw computer meerdere malen opnieuw op te starten. Indien het probleem van fysieke aard is, maakt u het hierdoor alleen maar erger. U kunt al uw data binnen enkele seconden kwijt zijn.
- Maak een plan. Handel niet in paniek. Ga zitten en denk na. Heeft u een back-up? Hoe waardevol is de data? Kunnen de files handmatig opnieuw worden ingegeven, en wat zijn daarvan de kosten?
- Bel een specialist voor professioneel advies. Probeer niet zelf het wiel uit te vinden.
- Raak de harde schijf intern niet aan. Open de harde schijf nooit zelf. Verwijder geen schroeven. Door slechts één schroef los te draaien kan de schade verergeren.
- Herinstalleer het besturingssysteem niet. Dit zal u geen toegang geven tot oude files.
- Vermijd het gebruik van automatische recoverytools. Wat men ook beweert, zulke tools zijn niet in staat om te gaan met fysieke schade. Ze zullen de schade eerder verergeren.
- Koppel de harddisk aan een pc-kabel als slave, en mogelijk leest u de harddiskinhoud. Deze optie is zeker handig als alleen het besturingssysteem echt is vastgelopen. De systeemhersteloptie van sommige besturingssystemen werkt niet altijd, koppelen als slave is een eerste aanbevolen keuze.
- Gebruik een externe harddisk voor data back-up, handig mee te nemen. Ook een USB-stick met veel opslagcapaciteit is zeer handig om een reservekopie op te slaan en tevens gemakkelijk mee te nemen.

## Software
Er kunnen ook programma's aangewend worden om verloren gegevens terug te halen.